# Aleksandr Salij
Aleksandr Iwanowicz Salij (ros. Александр Иванович Сали́й, ur. 9 stycznia 1952 w Nienieckim Okręgu Autonomicznym, zm. 21 października 2013 w Kazaniu) – radziecki i rosyjski wojskowy, pułkownik, polityk.
W 1970 skończył technikum metalurgiczne, później służył w Wojskowych Siłach Powietrznych ZSRR, w 1976 ukończył Wyższą Lotniczą Szkołę Wojskowo-Polityczną w Kurganie, w latach 1976-1981 był zastępcą dowódcy kompanii ds. politycznych w Południowej Grupie Wojsk, w latach 1981-1982 zastępcą dowódcy kompanii ds. politycznych Zakaukaskiego Okręgu Wojskowego (Tbilisi), w latach 1982-1983 propagandzista pułku w Tbilisi. W latach 1983–1986 słuchacz Wojskowej Akademii Politycznej im. W.I. Lenina, w latach 1988-1992 adiunkt tej uczelni, w latach 1986-1994 szef grupy w wyższej szkole wojskowej w Kazaniu, w latach 1995-2004 deputowany Dumy Państwowej 2 i 3 kadencji, od 1993 I sekretarz republikańskiego komitetu KPFR Tatarstanu. Odznaczony m.in. Orderem Czerwonej Gwiazdy i 6 medalami ZSRR.